# هیبت‌الله کلانتری
هیبت‌الله کلانتری (زاده ۱۳۳۵ در گتوند خوزستان – درگذشته ۵ خرداد ۱۳۹۹ در اهواز) نخستین سم‌شناس دارویی ایران و رئیس دانشکده داروسازی دانشگاه علوم پزشکی جندی شاپور اهواز بود.
وی دارای دکترای سم‌شناسی دارویی و استاد دانشگاه جندی شاپور اهواز بود.
کلانتری در سال ۱۳۵۴ در رشته طبیعی فارغ‌التحصیل شد و در سال ۱۳۵۶ در امتحان اعزام به خارج پذیرفته و برای تحصیل در رشته داروسازی راهی دانشگاه هندوستان شد. او در سال ۱۳۶۱ در دانشگاه بمبئی دوره پی اچ دی داروسازی را گذراند و در سال ۱۳۶۲ بورسیه دانشگاه کره جنوبی شد.

## افتخارات
هیبت‌الله کلانتری در سال ۱۳۶۸ به ایران بازگشت و به عنوان نخستین سم‌شناس دارویی ایران به استخدام دانشکده داروسازی دانشگاه علوم پزشکی اهواز درآمد.
تألیف کتاب سم‌شناسی نوین، ارائه بیش از ۲۰۱ مقاله و خلاصه مقاله در مجلات داخلی و بین‌المللی و چندین مقاله خارجی از تالیفات و حاصل تحقیقات کلانتری در مرکز تحقیقات سم‌شناسی و آزمایشگاه دانشگاه انگلستان است.

## درگذشت
هیبت‌الله کلانتری، ۵ خرداد ۱۳۹۹، در سن ۶۴ سالگی براثر سکته مغزی درگذشت. پیکر وی ۷ خرداد ۱۳۹۹ در آرامستان مشاهیر و فرهیختگان گتوند به خاک سپرده شد.